# Hełmówka rdzawa

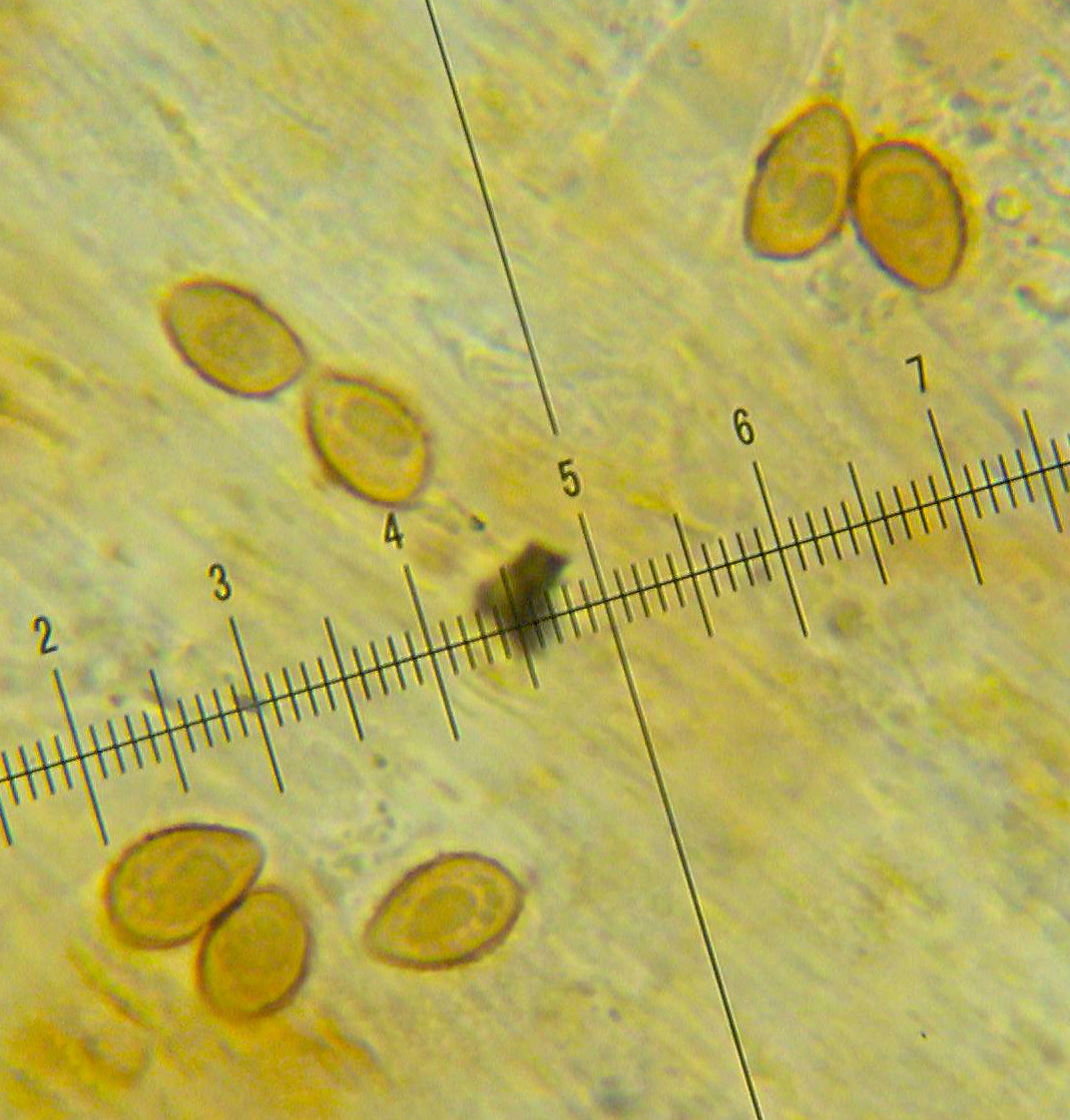
Zarodniki

Hełmówka rdzawa (Galerina vittiformis (Fr.) Singer) – gatunek grzybów należący do rodziny podziemniczkowatych (Hymenogastraceae).

## Systematyka i nazewnictwo
Pozycja w klasyfikacji według Index Fungorum: Galerina, Hymenogastraceae, Agaricales, Agaricomycetidae, Agaricomycetes, Agaricomycotina, Basidiomycota, Fungi.
Po raz pierwszy takson ten zdiagnozował w 1838 roku Elias Fries, nadając mu nazwę Agaricus vittiformis. Obecną, uznaną przez Index Fungorum nazwę, nadał mu w 1935 roku Rolf Singer. Ma ponad 20 synonimów. Niektóre z nich:
- Galera hypnorum var. rubiginosa (Pers.) J.E. Lange 1940
- Galera rubiginosa var. hypnorum (Batsch) Rick 1938
- Galerina muricellospora var. pachyspora (A.H. Sm. & Singer) Courtec. 1985
- Galerina vittiformis var. albescens A.H. Sm. & Singer 1964
- Galerina vittiformis var. pachyspora A.H. Sm. & Singer 1958

Nazwę polską zaproponował Władysław Wojewoda w 2003 r.

## Morfologia
Kapelusz
Średnica 2–6 mm, u młodych owocników stożkowaty, potem coraz szerszy, szerokostożkowaty lub wypukły. Jest higrofaniczny. W stanie wilgotnym powierzchnia naga, o barwie od brązowej do ciemnobrązowej, prążkowana do połowy promienia, w stanie suchym dwubarwna, jaśniejsza przy brzegu.
Blaszki
Wąsko przyrośnięte, dość rzadkie, z międzyblaszkami, o tej samej barwie co kapelusz.
Trzon
Wysokość 7–35 mm, grubość 0,5–1 mm, cylindryczny, kruchy. Powierzchnia u młodych owocników o barwie od białawej do żółtawej, w dolnej części brązowej, pokryta drobnymi, białawymi włókienkami. Podstawa z białą grzybnią.
Miąższ
Cienki, bez wyraźnego zapachu i smaku, niezmieniający barwy po uszkodzeniu.
Wysyp zarodników
Cynamonowobrązowy.
Cechy mikroskopowe
Zarodniki 9–13 × 6–7 µm; migdałowate do szeroko wrzecionowatych, brodawkowate, w KOH pomarańczowobrązowe, amyloidalne. Podstawki 2–sterygmowe lub 4–sterygmowe. Pleurocystydy i cheilocystydy 40–75 × 5–15 µm, baryłkowate, z długą szyjką i zaokrąglony lub nieco ostrym wierzchołkiem, gładkie, cienkościenne, w KOH hialinowe. W strzępkach skórki kapelusza występują sprzążki.
Gatunki podobne
Hełmówka rdzawa jest jedną z bardziej pospolitych hełmówek. Charakteryzuje się drobnymi, białawymi włókienkami na trzonie, wyraźnie prążkowanym kapeluszem i brakiem zapachu. Jest jednak wiele podobnych morfologicznie gatunków hełmówek, stąd też dla pewnej identyfikacji wymagane jest badanie mikroskopowe. W badaniu tym hełmówka rdzawa charakteryzuje się dużymi cystydami z długimi szyjkami, drobnoziarnistymi zarodnikami i brakiem cystyd na powierzchni kapelusza. Bardzo podobna hełmówka mchowa (Galerina atkinsoniana) odróżnia się występowaniem cystyd na powierzchni kapelusza. Występują dwie formy hełmówki rdzawej; z podstawkami 2– lub 4–sterygmowymi.

## Występowanie i siedlisko
Hełmówka rdzawa w Europie i Ameryce Północnej jest szeroko rozprzestrzeniona. Podano jej występowanie także w Nowej Zelandii i Antarktyce (na Szetlandach i Wyspie Króla Jerzego). W piśmiennictwie naukowym na terenie Polski do 2003 r. podano 8 stanowisk. Nowsze stanowiska podaje internetowy atlas grzybów. Zaliczona w nim jest do gatunków rzadkich i wartych objęcia ochroną.
Naziemny grzyb saprotroficzny. Owocniki wyrastają w lasach wśród mchów od czerwca do października.